# You+Me
You+Me (также пишется как You Plus Me) — фолк-дуэт, состоящий из канадского музыканта Далласа Грина и американской певицы Алиши Мур, более известной как Пинк. Дебютный альбом дуэта, rose ave., был представлен на их канале Vevo 8 сентября 2014 года.

## Предыстория
Мур и Грин познакомились через общих друзей за несколько лет до их сотрудничества. Впервые они спели вместе на одном из концертов Грина. Они стали друзьями, Грин открывал различные концерты Мур в Великобритании. В марте 2014 года они смогли совпасть по графику и сочинить несколько песен. Они быстро написали композиции и их дебютный альбом rose ave. вышел в течение недели. Грин и Мур объясняли быстрый прогресс свободой от обычного давления во время работы над песнями и удовольствием совместного создания музыки. Название группы, You+Me, основано на желании двух друзей спеть вместе.

## Дискография

### Альбомы
| Заголовок | Описание альбома                                                            | Позиции в чартах | Позиции в чартах | Позиции в чартах | Позиции в чартах | Позиции в чартах | Позиции в чартах | Позиции в чартах | Позиции в чартах | Позиции в чартах | Позиции в чартах | Позиции в чартах | Сертификации    |
| Заголовок | Описание альбома                                                            | US               | AUS              | CAN              | GER              | AUT              | ITA              | IRE              | NLD              | NZ               | SWI              | UK               | Сертификации    |
| --------- | --------------------------------------------------------------------------- | ---------------- | ---------------- | ---------------- | ---------------- | ---------------- | ---------------- | ---------------- | ---------------- | ---------------- | ---------------- | ---------------- | --------------- |
| rose ave. | - Выпущен: 14 октября 2014 - Лейбл: RCA - Форматы: CD, цифровая дистрибуция | 4                | 2                | 1                | 6                | 7                | 50               | 12               | 12               | 7                | 7                | 10               | - ARIA: золотой |

### Синглы
| Название          | Год  | Позиции в чартах | Позиции в чартах | Позиции в чартах | Позиции в чартах | Альбом    |
| Название          | Год  | AUS              | CAN              | GER              | SWI              | Альбом    |
| ----------------- | ---- | ---------------- | ---------------- | ---------------- | ---------------- | --------- |
| «You and Me»      | 2014 | 85               | 48               | 91               | 64               | rose ave. |
| «Break the Cycle» | 2014 | —                | 41               | —                | —                | rose ave. |
| «Capsized»        | 2014 | —                | 57               | —                | —                | rose ave. |